# Gènere no-binari
|  | «Genderqueer» redirigeix aquí. Si cerqueu la novel·la gràfica, vegeu «Gender Queer». |

Bandera no-binària

L'expressió gènere no-binari o genderqueer és un terme que engloba identitats de gènere que no són sols masculines o femenines, ‌sinó identitats que es troben fora del binari de gènere; és a dir, s'aplica a les persones que no tenen una autopercepció d'home o dona, exclusivament. Moltes persones no-binàries s'identifiquen amb un gènere diferent de l'assignat en néixer, tanmateix, no totes es consideren trans.
Les persones no-binàries poden identificar-se com un tercer gènere intermedi o separat, identificar-se amb més d'un gènere, sense gènere (agènere), o tenir una identitat de gènere fluctuant (gènere fluid). La identitat de gènere està separada de l'orientació sexual, i les persones no-binàries tenen les mateixes orientacions sexuals que les persones cisgènere.
No ha de confondre's amb el terme queer, que designa qualsevol tipus de minoria sexual no-normativa, o intersexual.

## Història
El 1776, el Public Universal Friend es va identificar com un evangelista sense gènere i després va evitar tant el nom de naixement com els pronoms de gènere; és la primera referència que es té d'una persona que s'identificava públicament com a no-binària.
L'any 1781, Jens Andersson, de Noruega, assignada dona en el naixement però identificada com a home, va ser empresonada i jutjada després de casar-se amb Anne Kristine Mortensdotter en una església luterana. Quan se li va preguntar sobre el seu gènere, la resposta va ser "Hand troer at kunde henhøre til begge Deele" ("Ell creu que pertany a tots dos").
El 1990, la teòrica del gènere i filòsofa nord-americana Judith Butler va publicar el seu llibre Gender Trouble, en què qüestiona tant la naturalitat com la dicotomia exclusiva del binari masculí/femení. Gender Trouble conclou argumentant que l'ampliació de la comprensió cultural del sexe i el gènere contradiu la idea del sexe i el gènere com a binaris i revela que aquests binaris no són naturals.
A mitjan de la dècada de 1990, el terme "Gènere no-binari" va sorgir en relació amb l'activista nord-americà pels drets de les persones transgènere Riki Wilchins, que el 2002 va coeditar una col·lecció d'articles, GenderQueer: Voices from beyond the Sexual Binary. Wilchins va utilitzar l'expressió ja el 1995 al butlletí In Your Face per argumentar contra la discriminació de gènere. El 1997, Wilchins va anunciar que s'identificava com a gènere no-binari en la seva autobiografia. El 2017, va publicar una col·lecció d'articles titulada Burn the Binary!.
El 1997, l'activista del moviment pels drets de l'autisme Jim Sinclair, un dels fundadors d'Autism Network International (ANI), es va declarar públicament neutre pel que fa al gènere, escrivint: "Segueixo sent oberta i orgullosament neutre, tant físicament com socialment " en la seva autopresentació de 1997 davant la Intersex Society of North America.
Al Japó, l'expressió "gènere X" (x-jendā) s'ha utilitzat des de finals de la dècada de 1990 com una definició de gènere fora del binari de masculí i femení. Entre les persones notables que s'identifiquen com a gènere X s'inclouen els artistes de manga Yūki Kamatani i Yuu Watase.
L'any 2012, es va iniciar el Projecte de reconeixement Intersex & Genderqueer per defensar l'ampliació de les opcions de gènere a la documentació oficial. El 2016, James Shupe va ser la primera persona a tenir un gènere no-binari en els documents oficials dels Estats Units.
El 2015, el legislador Estefan Cortes-Vargas es va declarar de gènere no-binari a l'Assemblea Legislativa d'Alberta durant un debat sobre la inclusió dels drets transgènere en el codi provincial de drets humans.

## Identitats diverses

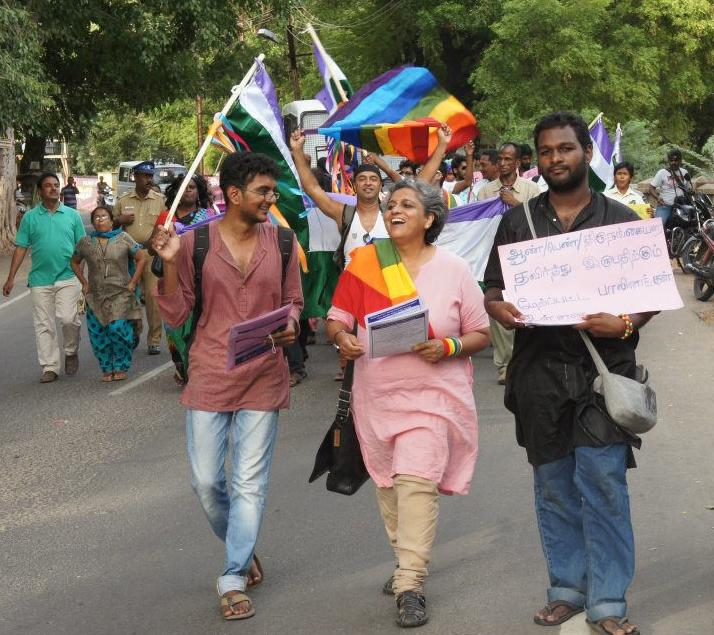
Primer Orgull Genderqueer a Madurai, amb Gopi Shankar Madurai, Anjali Gopalan

Bandera genderqueer. El color lila representa la identitat de gènere en concordança amb els gèneres binaris o una barreja d'aquests. El verd és el color invers del lila i té la intenció de representar aquelles persones amb identitats que no fan referència al binarisme

### Tercer sexe
El tercer sexe o tercer gènere és un concepte utilitzat per referir-se a aquella persona amb identitat de gènere que no es classifica dins la identitat de gènere masculina i/o femenina. Una persona del tercer gènere pot tenir una expressió física que es relacioni amb un gènere determinat, la combinació de tots dos gèneres o un tercer de no relacionat, involucrant una discordança del gènere o un tipus de transició de gènere.

#### Kathoey
Kathoey (tailandès: กะเทย, IPA: [kaʔtʰɤːj]) és un terme tailandès utilitzat per a referir-se a una dona transsexual o a un home efeminat. Per canviar de gènere, un kathoey feminitza el seu cos a partir de tractaments hormonals, cirurgies i recursos estètics. En altres casos, un kathoey pot estar conforme amb el gènere que li van assignar en néixer i sols desitja una aparença femenina. Un kathoey pertany al tercer gènere.

### Bigènere i trigènere
El bigènere és un concepte que descriu la conducta d'una persona que presenta una identitat de gènere en la qual s'identifica a si mateix com a masculí i com a femení, alterant o no la seva percepció de gènere per adaptar-se a les circumstàncies socials.
El trigènere es caracteritza per la mobilitat d'un individu entre el gènere masculí, femení i un tercer gènere (ja sigui un gènere nul, una combinació de masculí i femení o alguna altra identitat), determinat per les circumstàncies que presenta el context en què es trobi l'individu.

### Gènere fluid
El gènere fluid és una identitat en què es poden ubicar altres identitats com la identitat binària, el bigènere i la identitat trigènere, concentrant-se tant en la identitat binària com en la nul·la. El gènere fluid estableix períodes de transició imprecisos i variables en els quals l'individu s'identifica amb un gènere i altres períodes en els quals s'identifica amb un altre. El gènere fluid no es determina per la presència de característiques sexuals concretes o per l'orientació sexual, sinó per la recerca constant de conformitat amb la identitat de gènere. S'anomena gènere fluid perquè presenta analogia amb les característiques dels fluids, que romanen en constant moviment.

## Pronoms i tractament de gènere
Algunes persones no-binàries o genderqueer utilitzen diferents estratègies gramaticals de gènere neutre. En el cas de l'anglès, el gènere neutre només és necessari en els pronoms personals de 3a persona singular, atès que és l'única part de la llengua en què hi ha una associació entre gènere del referent i forma del mot. Per aquesta raó, sovint en espais LGBT es demana pels pronoms com a manera de saber amb quin gènere tractar les persones. En anglès, l'ús de la tercera persona del plural "they", "their" i "them" és el més comú, així com pronoms no estàndards, coneguts com a neopronoms, com ara "xe", "ze", "sie", "co".
Ara bé, en les llengües romàniques com el català, el gènere social del referent s'indica no només amb els pronoms personals de 3a persona, sinó amb els morfemes de gènere gramatical. Arran d'això, en aquestes llengües s'ha proposat la creació de diversos neomorfemes sense connexió amb el binarisme de gènere, i, lingüísticament parlant, seria més adient demanar pel tractament de gènere preferent en lloc dels pronoms.
En català, s'ha publicat la Guia gramatical de llenguatge no-binari, obra que proposa la creació d'un gènere gramatical neutre a partir del neomorfema -i, amb el pronom personal resultant elli. Tanmateix, no totes les persones no-binàries els empren ni es senten identificades necessàriament. Per altra banda, la proposta no està estesa socialment i no és acceptada pels organismes normatius del català ni per bona part dels lingüistes, que proposen que es trobi una solució entre la comunitat de parlants.
En castellà, la forma neutra elle és la forma més estesa per a col·lectius feministes i LGTBIQ+.

## Reconeixement legal

Mapa del món a novembre de 2022
Opció no binària / tercer gènere disponible com a opció voluntària
Disponible com a opció voluntària només per a persones intersexuals
Obligatori per a alguns intersex nadons, i opcional
Obligatori per a intersexuals
Opció no binària / tercer gènere no reconegut legalment / sense dades

Moltes persones no-binàries utilitzen el gènere que se'ls va donar en néixer per a la vida quotidiana, ja que moltes institucions i formes d'identificació, com ara passaports i llicències de conduir, només accepten identitats de gènere binàries. Tanmateix, amb l'acceptació creixent de les identitats de gènere no-binàries i l'augment del reconeixement social, això està canviant lentament, ja que un nombre més gran de governs i institucions reconeixen i permeten les identitats no-binàries.
Diversos estats reconeixen legalment classificacions no-binàries o de tercer gènere. Algunes societats no occidentals han reconegut des de fa temps les persones transgènere com un tercer gènere, tot i que això pot no incloure un reconeixement legal formal.
 Austràlia és el primer estat a reconèixer legalment una classificació de sexe fora d'"home" i "dona" en la documentació legal, després del reconeixement de l'estatus d'intersexual d'Alex MacFarlane el 2003. Després del reconeixement de les persones intersexuals el 2003, el reconeixement legal va començar a ampliar-se entre el 2010 i el 2014, amb accions legals iniciades contra el Registre de Naixements, Morts i Matrimonis del Govern de Nova Gal·les del Sud gràcies a l'activista transgènere Norrie May-Welby.
 Argentina va incorporar el gènere no-binari al seu DNI, i ha esdevingut el primer estat d'Amèrica del Sud a reconèixer legalment el gènere no-binari en tota la documentació oficial, el juliol de 2021. Les persones no-binàries del país tenen l'opció de renovar el seu DNI amb la lletra "X" sota el gènere.
 Estats Units no reconeix federalment el gènere no-binari. Però hi ha disponible un marcador de gènere "X" als passaports dels Estats Units a partir de l'11 d'abril de 2022. El 2016 Oregon es va convertir en el primer estat a reconèixer una identitat de gènere no-binària. Després d'Oregon, el 2017 Califòrnia va aprovar una llei que permetia als ciutadans identificar-se com a "no binaris" en els documents oficials. A partir del 2019, vuit estats han aprovat actes que permeten designacions "no binàries" o "X" en determinats documents identificatius. Un dels principals arguments en contra de la inclusió d'un tercer identificador de gènere als Estats Units és que faria més difícil l'aplicació de la llei i la vigilància, però els estats que han reconegut oficialment un marcador de tercer gènere no han informat d'aquests problemes. Als Estats Units no hi ha lleis explícites per protegir les persones no-binàries de la discriminació. Tanmateix, d'acord amb el títol VII de la Llei de drets civils de 1964, és il·legal que un empresari exigeixi als empleats que s'ajustin als estereotips de gènere, o que els acomiadi només per ser transgènere.
 Espanya entra a tràmit parlamentari la llei trans que, entre d'altres aspectes, aprovaria "l'autodeterminació del sexe registral amb l'única voluntat de la persona sol·licitant".
 Índia: La Cort Suprema de l'Índia va reconèixer formalment les persones transgènere i no-binàries com un tercer gènere distint el 2014, després de les accions legals iniciades per l'activista transgènere Laxmi Narayan Tripathi.
 Catalunya: l'avantprojecte de llei trans catalana de 2024 inclou el respecte i el ple reconeixement del gènere no-binari en tots els formularis i documentació de la Generalitat de Catalunya i de les administracions públiques i privades de Catalunya. No obstant, no inclou la documentació depenent del govern espanyol (com el passaport o el Document Nacional d'Identitat) per manca de competències en aquests àmbits.

## Discriminació
Diversos estats al llarg de la història han criminalitzat les identitats transgènere i no-binàries.
Als Estats Units, la majoria dels enquestats de l'Enquesta Nacional de Discriminació Transgènere van triar "Un gènere que no figura aquí". Els enquestats "no enumerats aquí" eren un 9% més propensos a declarar haver renunciat a l'assistència sanitària per por a la discriminació. El 90% va declarar haver experimentat un biaix antitrans a la feina i el 43% va informar haver intentat suïcidar-se.
La majoria de la discriminació denunciada a què s'enfronten les persones no-binàries sovint inclou el menyspreu, la incredulitat, les interaccions condescendents i la falta de respecte. Les persones no-binàries també es veuen sovint com a part d'una tendència i, per tant, es consideren poc sinceres o que busquen cridar l'atenció.
L'error de gènere (assignar un gènere incorrecte a les persones) també és un problema al qual s'enfronten moltes persones, ja sigui intencionadament o no.

## Símbols
S'han utilitzat moltes banderes per representar les persones no-binàries. La bandera de l'orgull genderqueer va ser dissenyada l'any 2011 per Marilyn Roxie: els color lavanda representa l'androgínia, el blanc representa la identitat agènere i el verd representa les identitats no-binàries.
La bandera de l'orgull no-binària va ser creada el 2014 per Kye Rowan: el groc representa les persones no-binàries, el violeta representa aquelles el gènere de les quals és una barreja d'homes i dones; el negre representa les persones que no tenen gènere i el blanc representa aquells que abracen molts o tots els gèneres.
Les persones de gènere fluid, que també cauen sota el paraigua genderqueer, també tenen la seva pròpia bandera: el rosa representa la feminitat, el blanc representa la manca de gènere, el violeta representa el gènere mixt o androgínia, el negre representa tots els altres gèneres i el blau representa la masculinitat.
Les persones agènere, que de vegades també s'identifiquen com a genderqueer, tenen la seva pròpia bandera: les ratlles blanques i negres representen l'absència de gènere i la franja verda els gèneres no-binaris.

El 14 de juliol se celebra el Dia Internacional de les Persones no-binàries.

Bandera d'orgull trans
Bandera d'orgull agènere
Bandera d'orgull bigènere
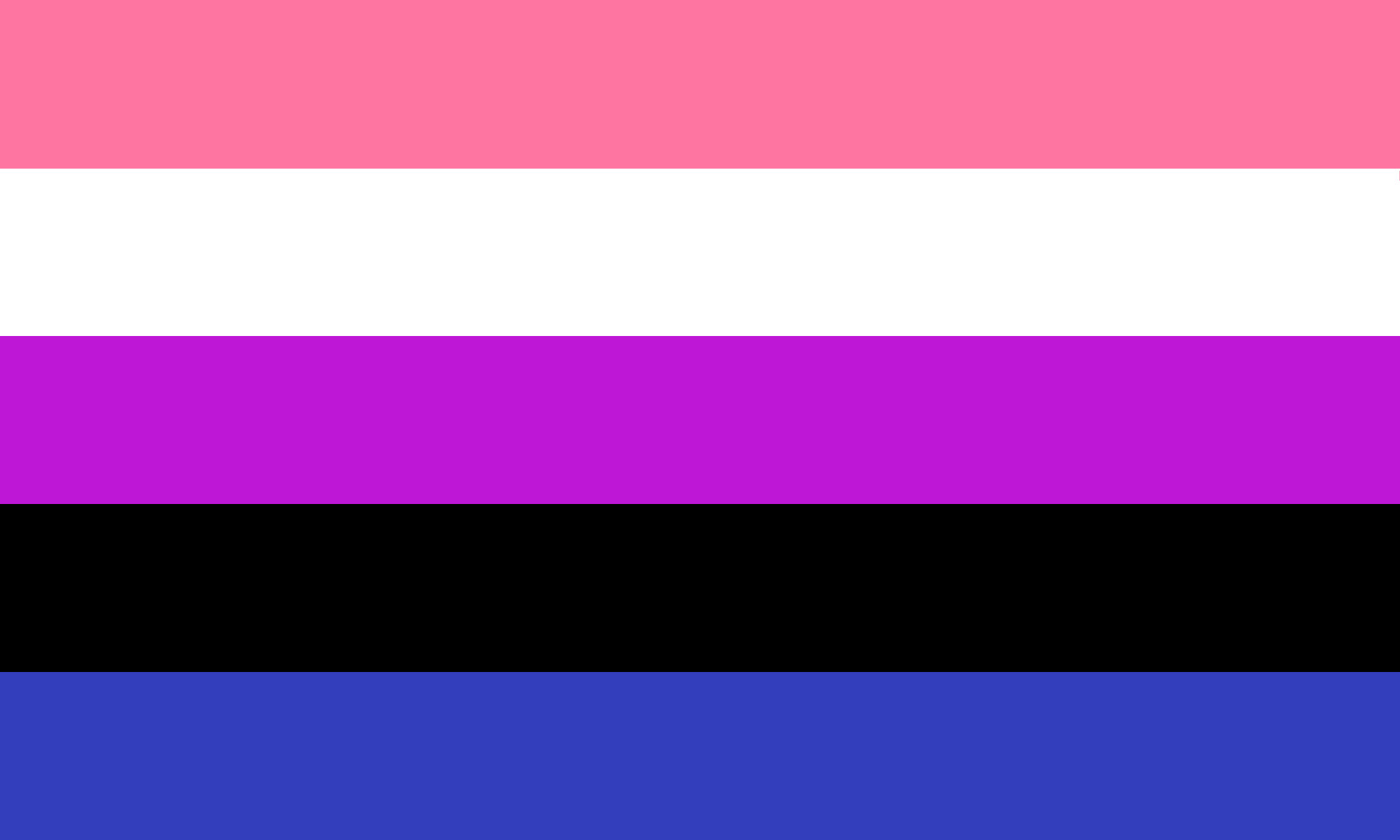
Bandera d'orgull gènere fluid
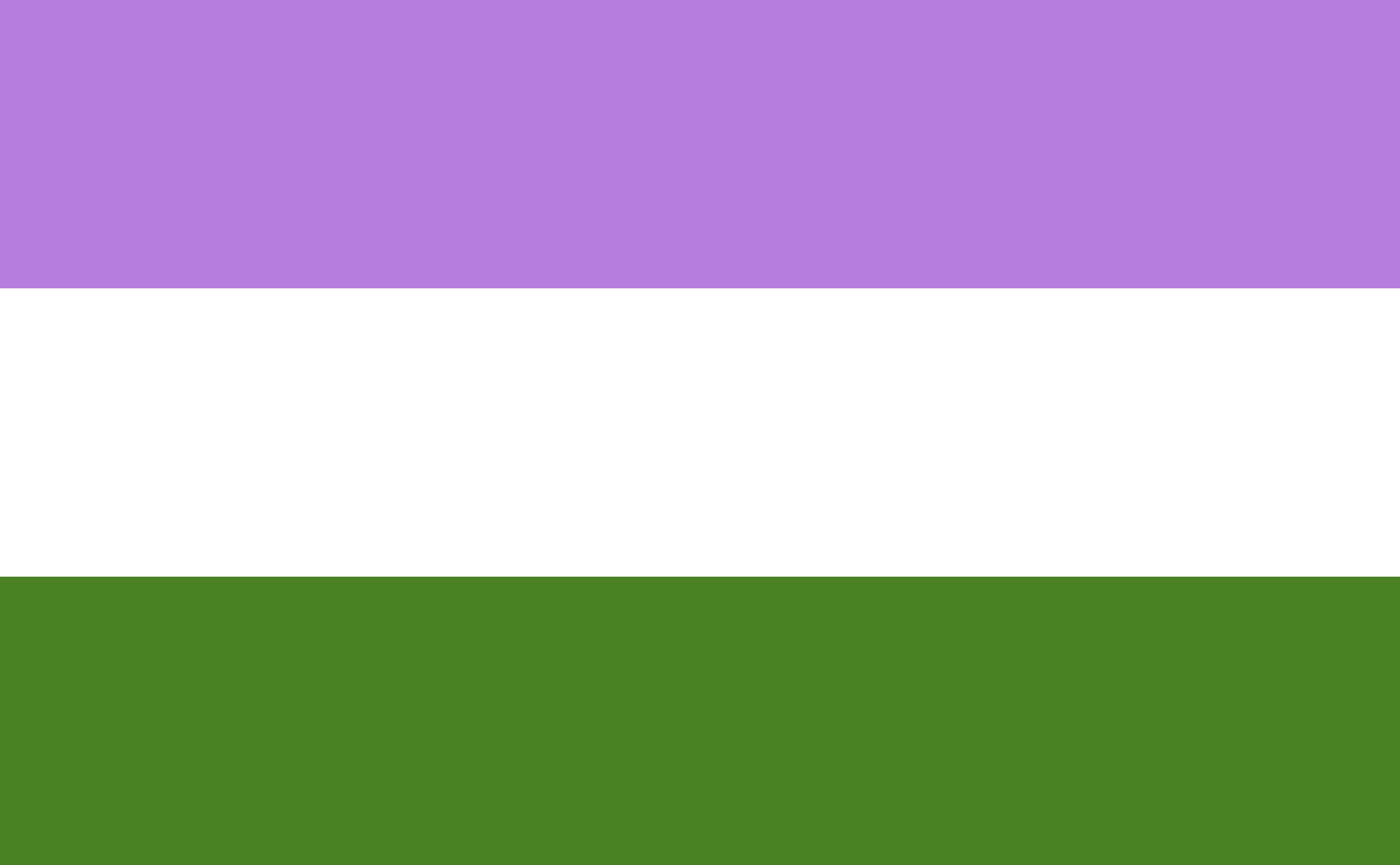
Bandera d'orgull genderqueer
Bandera d'orgull del gènere no binari
Símbol del gènere no binari

## Representació a l'art
Trobar representació LGTBIQ+ a la història de l'art és ben difícil, i encara més quan es tracta de la representació de persones no binàries.
De fet, l'única representació d'un personatge no cis-binari abans del segle 21 és la d'una criatura no-humana anomenada Krazy Kat. Aquest personatge apareixia a un còmic (1913-1944) creat per George Herriman.
Els espais on trobem una major representació de personatges no binaris, genderfluid i agènere són els còmics, les novel·les, els mangas, els dibuixos animats, les pel·lícules d'animació i els mons fantàstics:
- Chopy i la princesa (1953) d'Osamu Tezuka
- Two Stand River (1976) de Keith Maillard
- Kino’s Journey (2000) de Keiichi Sigsawa
- The Order of the Stick (2003) de Rich Burlew.
- bro’Town (2004) d'Elizabeth Mitchell
- Knights of Sidonia (2009) de Tsutomu Nihei
- Steven Universe (2013-2020) de Rebecca Sugar
- Eth’s Skin (2014) de Sfé R.Monster
- The Dragon Prince (2018) d'Aaron Ehasz
- Gen: Lock (2019) de Gray Haddock

Una altra forma artística on també podem trobar representacions de persones no-binàries són els musicals:
- Hedwig and the Angry Inch (2014) de John Cameron Mitchell
- Head Over Heels (2018) de James Magruder

Quan parlem de pel·lícules i programes de televisió observem que la representació és escassa i, gairebé sempre, recent.
- Kings of Summer (2013) de Jordan Vogt-Robert
- The Switch (2016) d'Amy Fox
- Billions (2016) de Brian Koppelman, es tracta del primer programa de televisió que té un personatge obertament no binari
- One Day at a Time (2017) de Gloria Calderón Kellett
- Star Trek: Discovery (2017) de Bryan Fuller
- The Carmilla Movie (2017) de Spencer Maybee[57][58][59]